# غمازة
الغَمّازة هي انبعاج طبيعي بسيط في الجلد سببه تغيرات في طبقة البشرة السفلية. وهي إما في الخدين وهي الغينة، أو الذَّقَن وهي النونة.

## طبياً
تعتبر الغمازات صفة وراثية مهيمنة، وبشكل تشريحي تظهر الغمازات بسبب اختلاف في تركيب العضلة الوجهيِة وأغلب الذين يملكون غمازات يملكونها على الخدين، بينما تعد الغمازة على جهة واحدة من الوجه نادرة.
وتظهر الغمازات بسبب العضلات القصيرة، وغالباً ما تظهر للأطفال الرضع غمازات، لكنها تصبح أقل وضوحاً مع التقدم في العمر بسبب تمدد العضلات. يملك الناس غمازات وجهية ببساطة لأن بعض الناسِ لديهم عضلات أقصر. تسحب هذه العضلات الجلد عندما يبتسم الشخص مما يبرز الانبعاج أو الغمازة الكلاسيكية.
في أكثر الحالات، لا تظهر الغمازات حتى يبتسم الشخص. ويمكن أن تزول هذه الغمازات أو تختفي مع التقدم في السن بسبب تمدد العضلات.
بعض النساء يمتلكن غمازات على الذقنِ. أو كما تعرف بالذقن المرصوعِ. وهي مشابهة لغمازات الخدَّ، وتعد غمازة الذقنِ أيضاً موروثة مع درجة مختلفة من الأهميةِ. في حالة الأخير، يمكن أن يصل الانبعاج عميقا بما فيه الكفاية للوصول إلى عظمِ الفكّ. ومن المحتمل أن يسبب انشطارِ بين الجهة اليمنى واليسرى من الفكّ الأسفل أثناء التطور الجنيني.
وقد يلجأ بعض الناس إلى عمل غمازات عن طريق الجراحة.